# محاميد الغزلان

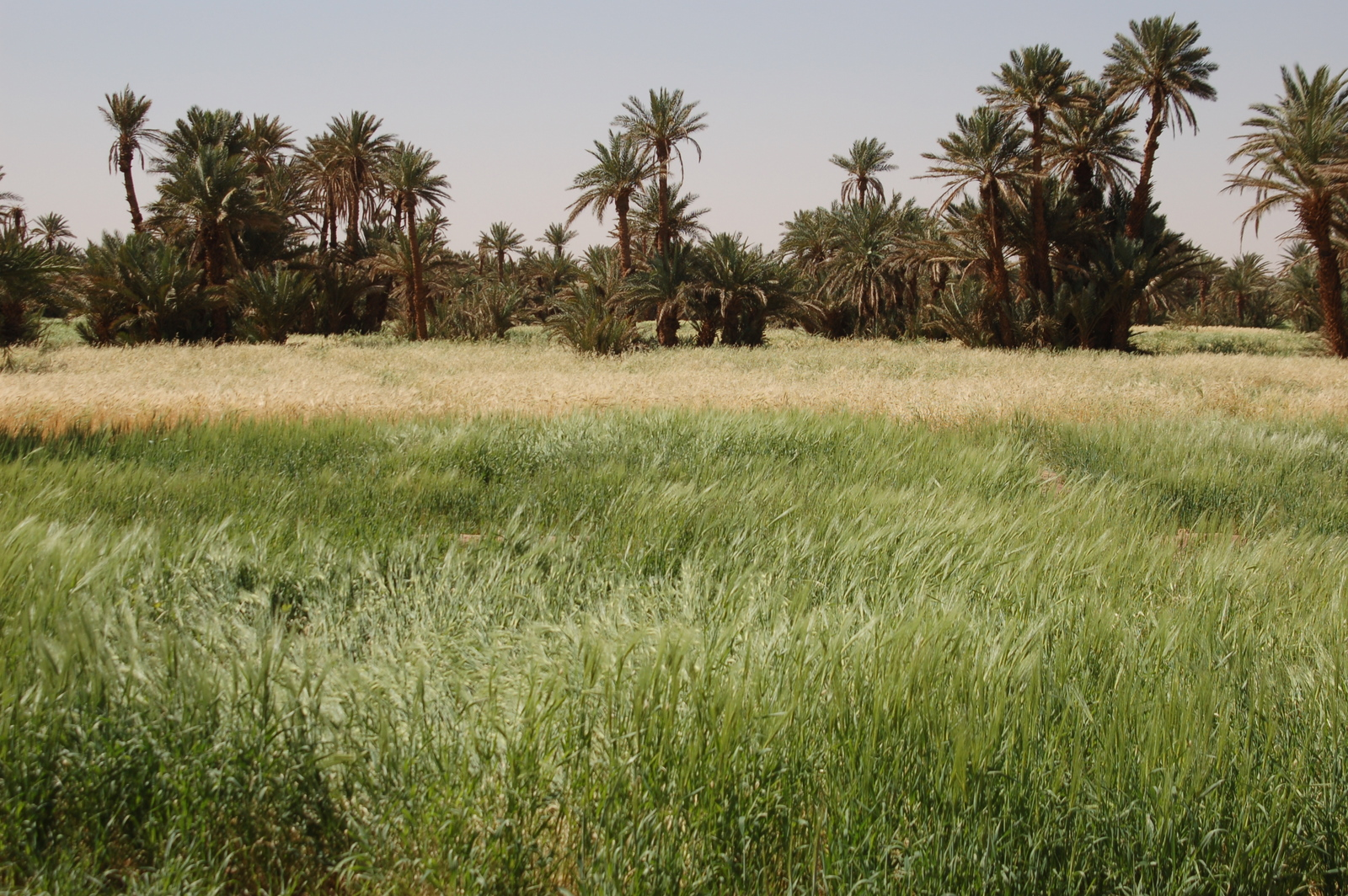
واحة المحاميد

امحاميد الغزلان (باللغة الأمازيغية: تاراكالت Taragalt)، مدينة سياحية صغيرة في جنوب المغرب، تتبع لدائرة زاكورة بإقليم زاكورة إداريا، في جهة درعة تافيلالت. وتُعرف المدينة بتنظيم مهرجان الرحل الدولي كل سنة. بلغ عدد سكانها 7590 نسمة يعيشون في 1.052 أسرة حسب إحصائيات المندوبية السامية للتخطيط لعام 2014.
| الرمز لجغرافي | عدد الاسر | عدد السكان | الاجانب | المغاربة | المدينة         |
| ------------- | --------- | ---------- | ------- | -------- | --------------- |
| 08.587.09.23. | 1,052     | 7,590      | 0       | 7,590    | امحاميد الغزلان |

## الجغرافيا
تقع محاميد الغزلان شرقَ وسط المغرب، مناخها صحراوي جاف. تبعد عن مدينة زاكورة حوالي 90 كيلومترا. وتعتبر محاميد الغزلان من أوائل المناطق جلبا للسياح، بسبب صحرائها الخلابة ومعالمها التاريخية.